# Карнуты
Карну́ты (лат. carnuti, carnutes) — древний кельтский народ в центральной Галлии. Населяли область по берегам Луары, между реками Шер и Эр.
Главным городом был Аутрикум (фр. Autricum), с V века назывался Карнутум (Carnutum, ныне Шартр). Из других городов известен Кенабум (Ценабум, Cenabum, или Genabum — Орлеан).
У карнутов дольше, чем у других галльских народов, сохранились священные леса, куда собирались друиды совершать жертвоприношения и разбирать тяжбы. В 57 году до н. э. Гай Юлий Цезарь расположил свои легионы на зимних квартирах в области карнутов и поставил над ними царём Тасгеция, потомка одного кельтского царского рода. Карнуты, отличавшиеся воинственным духом и стремлением к независимости, через три года свергли и убили Тасгеция.
Юлий Цезарь подавил восстание карнутов, которые, однако, ещё в течение двух лет продолжали отчаянно бороться за свою независимость. 12 тысяч карнутов сражалось под предводительством Верцингеторикса, и после взятия Алезии карнуты не сложили оружия и были частью истреблены, частью выселены и усмирены. При Августе в области карнутов было введено самоуправление (область стала «civitas socia sive foederata»). В 275 году император Аврелиан перестроил и расширил город Ценабум и назвал его Аврелианум (Aurelianum).